# 李士才
李士才（1906年—1994年），中国人民解放军将领、中国人民解放军开国少将。
曾任江西军区政治部副主任。1955年，授予中国人民解放军少将。